# 幸神
幸神（さいのかみ）は福岡県北九州市八幡西区の地名。幸神一丁目から四丁目の町がある。住居表示実施済み。郵便番号は806-0055。難読地名である。

## 地理
八幡西区の中部東側に位置し、北に西曲里町，東曲里町、北東に岸の浦、東に西鳴水、南に京良城町、南西に茶売町、西に小鷺田町，南王子町、北西に東王子町と接する。

### 湖沼
- 田良原池

## 地域の特徴
帆柱山の山裾に立地する住宅街であり、北西部は窪地になっている。町域の南部西縁に沿って国道200号が通り、北部を縦貫する。長崎街道が町域南部で国道200号から分岐し、北に抜ける。国道沿いに飲食店やカー用品店などが立ち並ぶが、他は住宅地。二丁目に県営幸神団地，市住宅公社幸神団地、三丁目に八幡幸神郵便局，北九州市立黒畑市民センター，市営幸神西団地，済世第2幼稚園、四丁目に北九州市立熊西市民センター，幸神保育園，こじか幼稚園がある。

## 歴史
昭和30年代に高層アパート群ができ始めて急速に発展した地域。

### 地名の由来
長崎街道沿いにある小さな祠に祀られている「さいのかみ様」より。この神は、「鞘の神」「塞の神」「幸の神」などとも呼ばれる。交通の神で、昔、旅人がここで一休みして、わらじを買って旅をつづけたという。町内の田良原公園は大字熊手の字、田良原にちなむ。

### 沿革
- 1959年（昭和34年） - 大字熊手の一部より幸神町新設[4]。
- 1963年（昭和38年）2月1日 - 八幡市、戸畑市、小倉市、若松市、門司市の5市が合併し、北九州市が発足。八幡市幸神町は北九州市八幡区幸神町となる。
- 1963年（昭和38年）4月1日 - 北九州市が政令指定都市に指定され、八幡区、戸畑区、小倉区、若松区、門司区の5区を設置。北九州市八幡区幸神町は北九州市八幡区幸神町となる。
- 1967年（昭和42年）6月1日 - 幸神一丁目 - 四丁目新設[7]。
- 1974年（昭和49年）4月1日 - 八幡区が八幡西区と八幡東区に分かれ、八幡区幸神一丁目 - 四丁目は八幡西区幸神一丁目 - 四丁目となる[8]。

### 町名の変遷
| 実施内容          | 実施年月日               | 実施後     | 実施前                             |
| ----------------- | ------------------------ | ---------- | ---------------------------------- |
| 町名新設 住居表示 | 1967年（昭和42年）6月1日 | 幸神一丁目 | 幸神町の一部                       |
| 町名新設 住居表示 | 1967年（昭和42年）6月1日 | 幸神二丁目 | 幸神町，大字鳴水，大字熊手の各一部 |
| 町名新設 住居表示 | 1967年（昭和42年）6月1日 | 幸神三丁目 | 幸神町，大字熊手の各一部           |
| 町名新設 住居表示 | 1967年（昭和42年）6月1日 | 幸神四丁目 | 幸神町，南王子町の各一部           |

## 世帯数と人口
2025年（令和7年）3月31日現在（北九州市発表）の世帯数と人口は以下の通りである。
| 町         | 世帯数    | 人口    |
| ---------- | --------- | ------- |
| 幸神一丁目 | 351世帯   | 801人   |
| 幸神二丁目 | 589世帯   | 1,058人 |
| 幸神三丁目 | 496世帯   | 807人   |
| 幸神四丁目 | 81世帯    | 142人   |
| 計         | 1,517世帯 | 2,808人 |

### 人口の変遷
国勢調査による人口の推移。
| 1995年（平成7年）  | 3,548人 | [ 10 ] |  |
| 2000年（平成12年） | 3,541人 | [ 11 ] |  |
| 2005年（平成17年） | 3,075人 | [ 12 ] |  |
| 2010年（平成22年） | 2,576人 | [ 13 ] |  |
| 2015年（平成27年） | 3,059人 | [ 14 ] |  |
| 2020年（令和2年）  | 2,837人 | [ 15 ] |  |

### 世帯数の変遷
国勢調査による世帯数の推移。
| 1995年（平成7年）  | 1,348世帯 | [ 10 ] |  |
| 2000年（平成12年） | 1,502世帯 | [ 11 ] |  |
| 2005年（平成17年） | 1,372世帯 | [ 12 ] |  |
| 2010年（平成22年） | 1,228世帯 | [ 13 ] |  |
| 2015年（平成27年） | 1,406世帯 | [ 14 ] |  |
| 2020年（令和2年）  | 1,358世帯 | [ 15 ] |  |

## 学区
市立小・中学校に通う場合、学区は以下の通りとなる。
| 町         | 街区              | 小学校               | 中学校               |
| ---------- | ----------------- | -------------------- | -------------------- |
| 幸神二丁目 | 7番               | 北九州市立黒畑小学校 | 北九州市立黒崎中学校 |
| 幸神一丁目 | 1 - 2番           | 北九州市立黒畑小学校 | 北九州市立熊西中学校 |
| 幸神二丁目 | 1 - 6番，8 - 10番 | 北九州市立黒畑小学校 | 北九州市立熊西中学校 |
| 幸神三丁目 | 全域              | 北九州市立黒畑小学校 | 北九州市立熊西中学校 |
| 幸神一丁目 | 3 - 19番          | 北九州市立熊西小学校 | 北九州市立熊西中学校 |
| 幸神四丁目 | 全域              | 北九州市立熊西小学校 | 北九州市立引野中学校 |

## 交通

### バス
域内のバス停と系統は以下のとおりである。
| 運行事業者 | 運行事業者 | 西鉄バス北九州 | 西鉄バス北九州 | 西鉄バス北九州 | 西鉄バス北九州 | 西鉄バス北九州 | 西鉄バス北九州 | 西鉄バス筑豊 |
| 系統       | 系統       | 40             | 41             | 50             | 53             | 75             | 76             | 急行         |
| 停留所     | 幸神       | ○              | ○              | ○              | ○              | ○              | ○              | ○            |
| 停留所     | 小鷺田     | ○              |                | ○              | ○              | ○              |                |              |
| 停留所     | 京良城     | ○              |                | ○              | ○              | ○              |                |              |

### 道路
- 国道200号

## 施設

### 公共施設
- 北九州市立黒畑市民センター
- 北九州市立熊西市民センター
- 西団地集会所

### 教育施設
- 済世第2幼稚園
- こじか幼稚園

### 金融機関
- 八幡幸神郵便局

### 社会福祉施設
- 幸神保育園
- 社会福祉法人共生の里 北九州事業所
- 田良原年長者いこいの家

### 公営住宅
- 県営幸神団地
- 市営幸神西団地
- 市住宅公社幸神団地

### 公園
- 幸神東公園
- 幸神南公園
- 幸神一丁目公園
- 幸神二丁目公園
- 田良原公園

## 史跡
- さいのかみ様
- 長崎街道 幸神一里塚